# Pseudemys
Pseudemys är ett släkte av sköldpaddor. Pseudemys ingår i familjen kärrsköldpaddor.
Arter enligt Catalogue of Life:
- Pseudemys alabamensis
- Pseudemys concinna
- Pseudemys gorzugi
- Pseudemys nelsoni
- Pseudemys peninsularis
- Pseudemys rubriventris
- Pseudemys suwanniensis
- Pseudemys texana

The Reptile Database listar bara 7 arter.